# Накш-е Ростам
Накш-е Ростам (на персийски: نقش رستم) е древен некропол, разположен на 12 km северозападно от Персеполис, в остан Фарс, Иран. Около него се намират група древни скални релефи, датиращи от периода на ахеменидите и сасанидите. Намира се на няколкостотин метра от Накш-е Раджаб, друг археологически обект със скални релефи.
Накш-е Ростам е некрополът на ахеменидската династия (ок. 550 – 330 г. пр. н. е.), с четири големи гробници, изрязани в скалната фасада. Те имат архитектурна украса, но фасадите включват големи панели над входовете, всеки със сходно съдържание, с фигури на краля, коронясан от бог, над зона с редици от по-малки фигури с жертвоприношения, войници и държавници. Трите класа фигури са с големи разлики в размера. Входът към всяка гробница води до малка зала, където кралят е положен в саркофаг.
Под ахеменидските гробници, на приземното ниво, се намират скални релефи с големи фигури на сасанидски крале, някои от които посрещащи богове, а други в бой. Най-известната от тях изобразява сасанидския крал Шапур I на кон, а римският император Валериан I му се кланя, докато Филип I Араб държи коня на Шапур, стъпил върху мъртвия Гордиан III. Това отбелязва битката при Едеса от 260 г., когато Валериан става единственият римски император, пленен в битка – сериозно унижение за римляните. Тези релефи ясно засвидетелстват намерението на сасанидите да се свържат с по-ранната слава на ахеменидите.
Най-старият релеф на Накш-е Ростам датира от ок. 1000 г. пр. н. е. Въпреки че е сериозно увреден, той изобразява бледата фигура на човек с необичайни украшения на главата и се счита, че има еламски произход. Изображението е част от по-голям стенопис, по-голямата част от който е премахната по нареждане на Бахрам II. Именно човекът с необичайната шапка е дал името си на мястото, Накш-е Ростам, което буквално се превежда като „Релефът на Ростам“, тъй като първоначално се вярва, че изображението е на митичния герой Ростам.

## Галерия
- Гробницата на Ксеркс I.
- Надпис на фасадата на гробницата на Дарий I.
- Изображение на етносите, споменати в надписа на гробницата на Дарий I.
- Кубът на Заратустра.
- Коронясването на Ардашир I.
- Триумфът на Шапур I над Валериан I и Филип I Араб.
- Релефът на Бахрам II.
- Коронясването на Нарсе.
- Релеф на Хормазд II.
- Двупанелен конен релеф.